# توياه ويلكوكس
توياه ويلكوكس (بالإنجليزية: Toyah Willcox)‏ هي مغنية وممثلة بريطانية، ولدت في 18 مايو 1958 في المملكة المتحدة.

## وصلات خارجية
- توياه ويلكوكس على موقع IMDb (الإنجليزية)
- توياه ويلكوكس على موقع ألو سيني (الفرنسية)
- توياه ويلكوكس على موقع ميوزك برينز (الإنجليزية)
- توياه ويلكوكس على موقع أول موفي (الإنجليزية)
- توياه ويلكوكس على موقع قاعدة بيانات الأفلام السويدية (السويدية)
- توياه ويلكوكس على موقع إن إن دي بي (الإنجليزية)
- توياه ويلكوكس على موقع أول ميوزيك (الإنجليزية)
- توياه ويلكوكس على موقع ديسكوغز (الإنجليزية)
- توياه ويلكوكس على موقع قاعدة بيانات الفيلم (الإنجليزية)
- توياه ويلكوكس على موقع كينوبويسك (الروسية)